# Élections sénatoriales de 2014 dans les Bouches-du-Rhône
Les élections sénatoriales de 2014 dans les Bouches-du-Rhône ont lieu le dimanche 28 septembre 2014. Elles ont pour but d'élire les huit sénateurs représentant le département au Sénat pour un mandat de six années.

## Rappel des résultats de 2008
| Tête de liste  | Tête de liste      | Liste          | Voix  | %      | Sièges |
| -------------- | ------------------ | -------------- | ----- | ------ | ------ |
|                | Jean-Noël Guérini  | PS-PCF         | 1 686 | 56,22  | 5      |
|                | Jean-Claude Gaudin | UMP-NC-GE      | 1 182 | 39,41  | 3      |
|                | Bruno Cocaign      | Verts          | 77    | 2,57   |        |
|                | Bernard Marandat   | FN             | 39    | 1,30   |        |
|                | Alain Comoli       | DIV            | 14    | 0,47   |        |
|                | Georges Grolleau   | DVD            | 1     | 0,03   |        |
|                |                    |                |       |        |        |
| Inscrits       | Inscrits           | Inscrits       | 3 061 | 100,00 |        |
| Abstentions    | Abstentions        | Abstentions    | 10    | 0,33   |        |
| Votants        | Votants            | Votants        | 3 051 | 99,67  |        |
| Blancs et nuls | Blancs et nuls     | Blancs et nuls | 52    | 1,70   |        |
| Exprimés       | Exprimés           | Exprimés       | 2 999 | 98,30  |        |

## Sénateurs sortants
| Sénateur | Sénateur           | Parti | Fonctions lors de l'élection en 2008                                              |
| -------- | ------------------ | ----- | --------------------------------------------------------------------------------- |
|          | Isabelle Pasquet   | PCF   | Conseillère municipale de Marseille                                               |
|          | Serge Andreoni     | PS    | Maire de Berre-l'Étang                                                            |
|          | Samia Ghali        | PS    | Maire du 8e secteur de Marseille                                                  |
|          | Roland Povinelli   | PS    | Maire d'Allauch                                                                   |
|          | Jean-Noël Guérini  | LFD13 | Sénateur sortant, président du conseil général, conseiller municipal de Marseille |
|          | Sophie Joissains   | UDI   | Adjointe au maire d'Aix-en-Provence                                               |
|          | Jean-Claude Gaudin | UMP   | Sénateur sortant, maire de Marseille                                              |
|          | Bruno Gilles       | UMP   | Maire du 3e secteur de Marseille                                                  |

## Présentation des candidats
Les nouveaux représentants sont élus pour une législature de 6 ans au suffrage universel indirect par les grands électeurs du département. Dans les Bouches-du-Rhône, les huit sénateurs sont élus au scrutin proportionnel plurinominal. Chaque liste de candidats est obligatoirement paritaire et alterne entre les hommes et les femmes. 8 listes ont été déposées dans le département, comportant chacune 10 noms. Elles sont présentées ici dans l'ordre de leur dépôt à la préfecture et comportent l'intitulé figurant aux dossiers de candidature.

### Debout la République
| N° | Candidats | Candidats             | Parti | Principales fonctions |
| -- | --------- | --------------------- | ----- | --------------------- |
| 01 |           | Pierre Cayol          | DLR   |                       |
| 02 |           | Julie Chardonnet      | DLR   |                       |
| 03 |           | Alain Latour          | DLR   |                       |
| 04 |           | Valérie Carré         | DLR   |                       |
| 05 |           | Michel Gateau         | DLR   |                       |
| 06 |           | Simone Charin         | DLR   |                       |
| 07 |           | Alain Calvet          | DLR   |                       |
| 08 |           | Laure Journeau        | DLR   |                       |
| 09 |           | Stéphane Sacre        | DLR   |                       |
| 10 |           | Françoise Arpaillange | DLR   |                       |

### Divers gauche
| N° | Candidats | Candidats         | Parti | Principales fonctions                          |
| -- | --------- | ----------------- | ----- | ---------------------------------------------- |
| 01 |           | Jean-Noël Guérini | LFD13 | Sénateur sortant, président du conseil général |
| 02 |           | Mireille Jouve    | LFD13 | Maire de Meyrargues                            |
| 03 |           | Michel Amiel      | LFD13 | Conseiller général, maire des Pennes-Mirabeau  |
| 04 |           | Danièle Garcia    | DVG   | Conseillère générale, maire d'Auriol           |
| 05 |           | Georges Jullien   | PCF   | Maire de Noves                                 |
| 06 |           | Maryse Polastro   | DVG   | Adjointe au maire de Saint-Paul-lès-Durance    |
| 07 |           | Yves Vidal        | PRG   | Maire de Grans                                 |
| 08 |           | Magali Andreani   | DVG   | Conseillère municipale de Lamanon              |
| 09 |           | Guy Robert        | DVG   | Maire d'Orgon                                  |
| 10 |           | Silvia Barata     | DVG   | Adjointe au maire de La Fare-les-Oliviers      |

### Front national
| N° | Candidats | Candidats           | Parti | Principales fonctions            |
| -- | --------- | ------------------- | ----- | -------------------------------- |
| 01 |           | Stéphane Ravier     | FN    | Maire du 7e secteur de Marseille |
| 02 |           | Valérie Laupies     | FN    |                                  |
| 03 |           | Jacques Clostermann | FN    |                                  |
| 04 |           | Élisabeth Philippe  | FN    |                                  |
| 05 |           | Georges Maury       | FN    |                                  |
| 06 |           | Catherine Marti     | FN    |                                  |
| 07 |           | Jean-Pierre Baumann | FN    |                                  |
| 08 |           | Béatrix Espallardo  | FN    |                                  |
| 09 |           | José Gonzalez       | FN    |                                  |
| 10 |           | Joëlle Mélin        | FN    |                                  |

### Union pour un mouvement populaire - Union des démocrates et indépendants
| N° | Candidats | Candidats           | Parti | Principales fonctions                                   |
| -- | --------- | ------------------- | ----- | ------------------------------------------------------- |
| 01 |           | Jean-Claude Gaudin  | UMP   | Sénateur sortant, maire de Marseille                    |
| 02 |           | Sophie Joissains    | UDI   | Sénatrice sortante, adjointe au maire d'Aix-en-Provence |
| 03 |           | Bruno Gilles        | UMP   | Sénateur sortant, maire du 3e secteur de Marseille      |
| 04 |           | Anne-Marie Bertrand | UMP   | Conseillère générale                                    |
| 05 |           | Patrick Boré        | UMP   | Conseiller général, maire de La Ciotat                  |
| 06 |           | Danielle Millon     | UMP   | Maire de Cassis                                         |
| 07 |           | Christophe Amalric  | UMP   | Maire de La Barben                                      |
| 08 |           | Muriel Boualem      | UDI   | Conseillère municipale d'Arles                          |
| 09 |           | Roland Mouren       | DVD   | Maire de Châteauneuf-les-Martigues                      |
| 10 |           | Sylvia Barthélémy   | UDI   | Présidente de la CA du pays d'Aubagne et de l'Étoile    |

### Nouvelle Donne
| N° | Candidats | Candidats               | Parti | Principales fonctions |
| -- | --------- | ----------------------- | ----- | --------------------- |
| 01 |           | Justine Serrano         | ND    |                       |
| 02 |           | Guillaume Thomsen       | ND    |                       |
| 03 |           | Sophie Fonquernie       | ND    |                       |
| 04 |           | Robert Darmon           | ND    |                       |
| 05 |           | Nathalie Coullet Girard | ND    |                       |
| 06 |           | Jean Graveleau          | ND    |                       |
| 07 |           | Véronique Klepper       | ND    |                       |
| 08 |           | Jacques Charton         | ND    |                       |
| 09 |           | Caroline Desmet         | ND    |                       |
| 10 |           | Jean-Florent Helie      | ND    |                       |

### Europe Écologie Les Verts
| N° | Candidats | Candidats             | Parti | Principales fonctions                                               |
| -- | --------- | --------------------- | ----- | ------------------------------------------------------------------- |
| 01 |           | Guy Benarroche        | EELV  | Conseiller municipal de La Bouilladisse                             |
| 02 |           | Nathalie Sirben       | EELV  | Adjointe au maire de Vitrolles                                      |
| 03 |           | Jean Yves Petit       | EELV  | Vice-président du conseil régional, conseiller municipal de Gémenos |
| 04 |           | Christine Juste       | EELV  |                                                                     |
| 05 |           | Dorian Hispa          | EELV  |                                                                     |
| 06 |           | Michèle Poncet-Ramade | EELV  | Conseillère municipale de Marseille                                 |
| 07 |           | Hervé Menchon         | EELV  | Conseiller municipal de Marseille                                   |
| 08 |           | Brigitte Giry         | EELV  |                                                                     |
| 09 |           | François Hamy         | EELV  |                                                                     |
| 10 |           | Andrée Reversat       | EELV  |                                                                     |

### Parti socialiste
| N° | Candidats | Candidats                   | Parti | Principales fonctions                                       |
| -- | --------- | --------------------------- | ----- | ----------------------------------------------------------- |
| 01 |           | Samia Ghali                 | PS    | Sénatrice sortante, maire du 8e secteur de Marseille        |
| 02 |           | Roland Povinelli            | PS    | Sénateur sortant, maire d'Allauch                           |
| 03 |           | Michèle Einaudi             | PS    | Conseillère municipale d'Aix-en-Provence                    |
| 04 |           | Jean-Brice Garella          | PS    | Conseiller municipal de Gardanne                            |
| 05 |           | Christine Abattu            | PS    | Conseillère municipale de La Ciotat                         |
| 06 |           | Patrick Chini               | PS    |                                                             |
| 07 |           | Marie-Christine Oberlinkels | PS    | Conseillère municipale de Bouc-Bel-Air                      |
| 08 |           | Benjamin Durand             | PS    | Conseiller municipal et communautaire d'Aubagne (2008-2014) |
| 09 |           | Anne-Marie Osman            | PS    | Conseillère municipale de Meyreuil                          |
| 10 |           | Farid Touahria              | PS    |                                                             |

### Parti communiste français
| N° | Candidats | Candidats                     | Parti | Principales fonctions                                                 |
| -- | --------- | ----------------------------- | ----- | --------------------------------------------------------------------- |
| 01 |           | Isabelle Pasquet              | PCF   | Sénatrice sortante, Conseillère du 3e secteur de Marseille            |
| 02 |           | Florian Salazar-Martin        | PCF   | Adjoint au Maire de Martigues                                         |
| 03 |           | Patricia Fernandez-Pedinielli | PCF   | Maire de Port-de-Bouc                                                 |
| 04 |           | Jean-Marc Charrier            | PCF   | Conseiller municipal de Port-Saint-Louis-du-Rhône, conseiller général |
| 05 |           | Hélène Le Cacheux             | PG    |                                                                       |
| 06 |           | Jacques Rousset               | PCF   | Conseiller municipal de Cabannes                                      |
| 07 |           | Mireille Fouqueau             | PCF   |                                                                       |
| 08 |           | Pascal Gillet                 | PCF   | Conseiller municipal de Châteauneuf-les-Martigues                     |
| 09 |           | Sylvia Bonifay                | PCF   |                                                                       |
| 10 |           | Jean-Marc Coppola             | PCF   | Conseiller municipal de Marseille                                     |

## Résultats
| Tête de liste | Tête de liste      | Liste         | Voix  | %      | Sièges |  |
| ------------- | ------------------ | ------------- | ----- | ------ | ------ |  |
|               | Jean-Claude Gaudin | UMP-UDI       | 1 337 | 38,44  | 3      |  |
|               | Jean-Noël Guérini  | LFD13-PRG-PCF | 1 047 | 30,10  | 3      |  |
|               | Stéphane Ravier    | FN            | 431   | 12,39  | 1      |  |
|               | Samia Ghali        | PS            | 339   | 9,75   | 1      |  |
|               | Isabelle Pasquet   | PCF           | 217   | 6,24   |        |  |
|               | Guy Benarroche     | EELV          | 58    | 1,67   |        |  |
|               | Justine Serrano    | ND            | 33    | 0,95   |        |  |
|               | Pierre Cayol       | DLR           | 16    | 0,46   |        |  |
|               |                    |               |       |        |        |  |
| Inscrits      | Inscrits           | Inscrits      | 3 521 | 100,00 |        |  |
| Abstentions   | Abstentions        | Abstentions   | 15    | 0,43   |        |  |
| Votants       | Votants            | Votants       | 3 506 | 99,57  |        |  |
| Blancs        | Blancs             | Blancs        | 10    | 0,29   |        |  |
| Nuls          | Nuls               | Nuls          | 18    | 0,51   |        |  |
| Exprimés      | Exprimés           | Exprimés      | 3 478 | 99,20  |        |  |